# ПУВА-терапия
ПУВА-терапия (англ. PUVA therapy, син. фотохимиотерапия) — метод лечения, который включает использование фотоактивного вещества (псоралены — класс фурокумаринов) совместно с облучением кожи длинноволновым ультрафиолетовым излучением с длиной волны 320—400 нм. ПУВА-терапия наиболее часто используется для лечения тяжёлого псориаза, атопического дерматита, витилиго и грибовидного микоза.

## Виды ПУВА-терапии[1]
- ПУВА-терапия с пероральным применением фотосенсибилизатора (фотосенсибилизирующий препарат принимают внутрь в виде таблеток или капсул за 1—3 часа до начала процедуры облучения, обычно используется для лечения пациентов с обширными поражениями кожи, когда требуется облучение всего тела, но можно применять для устранения высыпаний, локализованных на отдельных участках тела — волосистая часть головы, кисти и стопы)
- ПУВА-терапия с наружным применением фотосенсибилизатора (наружное использование фотосенсибилизирующего препарата в форме раствора или крема и облучение отдельных областей тела: волосистой части головы, конечностей и т. д.)
- ПУВА-ванны (син. бальнеофотохимиотерапия) (комбинированное применение 15-минутных ванн с водным раствором псораленового фотосенсибилизатора и облучения кожи длинноволновым ультрафиолетовым светом)

## Методика лечения
Пациент принимает внутрь или наносит на кожу лекарственный препарат, содержащий псорален, также возможны псораленовые ванны. Спустя 2—3 часа после приема пациент помещается под источник ультрафиолетовых лучей в специальной кабине.
Действию ультрафиолетового света подвергают все тело или отдельные его участки. Лечебные процедуры, как правило, проводят через день.
Необходимо отметить, что сами по себе фотосенсибилизатор и длинноволновые УФ-лучи не дают биологического эффекта, только их комбинация даёт значительный терапевтический эффект, который можно наблюдать уже после нескольких процедур: уменьшаются или вовсе исчезают высыпания, прекращаются зуд и шелушение, кожа начинает приобретать здоровый вид.

### Эффективность метода
Метод ПУВА-терапии при лечении псориаза:
- высокая эффективность: у 85 % пролеченных пациентов — очищение кожи;
- быстрое получение результатов: первые признаки регресса кожных проявлений отмечаются уже после 4-6 процедур;
- длительная ремиссия — от полугода до нескольких лет;
- ограниченный перечень противопоказаний для применения метода;
- хорошая переносимость;
- амбулаторное лечение в условиях поликлиники, без отрыва от работы и учёбы;
- комфортные условия лечения;
- отсутствие эффекта «привыкания» (высокая эффективность повторных курсов лечения);
- побочный эффект метода — красивый ровный загар;
- возможно проведение «поддерживающей» терапии

### Побочные эффекты
Побочные эффекты ПУВА-терапии разделяют на ранние (гиперпигментация, тошнота, фотодерматит, ожог, зуд, сухость кожи) и отдалённые (фотостарение и рак кожи, катаракта).
Чаще всего встречающимся побочным эффектом применения пероральных препаратов, содержащих псорален (например «Оксорален»), является тошнота. Отсутствие аппетита, головокружение, небольшая тяжесть в голове, головная боль, дискомфорт и рвота также проявляются, но в меньшей степени.
Для предотвращения тошноты рекомендуются следующие меры: Псорален всегда следует принимать с пищей или молоком. Лучше всего предотвращают тошноту крупяные, хлебобулочные и молочные продукты. Назначение лечения на более позднее время дня. Если слабая тошнота остаётся, разделить дозу псоралена (2 последовательных приёма с интервалом 30 минут). Случаи умеренной тошноты можно лечить путём назначения мягких противорвотных медикаментов. В случаях труднопреодолимой сильной тошноты, дозу псоралена можно уменьшить на 10 мг и пропорционально увеличить дозу УФА.
ПУВА-терапия с приёмом фотосенсибилизатора внутрь повышает вероятность возникновения злокачественных опухолей кожи. Она зависит от суммарной дозы ультрафиолетового облучения, полученного в течение всей жизни: чем больше проведено процедур, тем выше вероятность возникновения рака кожи. Поэтому не рекомендуется проводить более 200 процедур ПУВА-терапии с пероральным применением фотосенсибилизатора и следует не превышать кумулятивную дозу УФА более 1100 Дж/смᒾ.
C целью повышения эффективности и уменьшения числа процедур рекомендуется сочетать ПУВА-терапию с другими методами лечения псориаза. При среднетяжёлом течении псориаза следует отдавать предпочтение узкополосной средневолновой фототерапии (УФВ/УФВ-311).